# Андрій (принц-консорт Неаполя)
Андрій (Андраш) I (фр. André Ier de Naples; 30 жовтня 1327 — 18 вересня 1345) — принц-консорт Неаполітанського королівства і граф-консорт Провансу у 1344—1345 роках, герцог Калабрійський.

## Життєпис
Походив з Анжу-Сицилійської династії капетингів. Другий син Карла I Роберта, короля Угорщини, та Єлизавети Польської. Народився 1327 року. У 1333 році був заручений зі своєю стриєчною сестрою Джованною, спадкоємицею Роберта, короля Неаполю. Невдовзі Андрій отримав титул герцога Калабрійського. Весілля відбулося 1342 року.
У 1343 році Роберт, король Неаполю, помер, але офіційно заповів своє королівство лише Джованні I, не згадуючи про Андрія, чим позбавив його права панувати разом з Джованною, яка в 1344 році зі згоди Папи Римського Климента VI була коронована одноосібною правителькою Неаполітанського королівства.
Андрій написав матері про бажання залишити Італію через відчуття небезпеки. Єлизавета Польська натомість прибула до Риму, де переконала Папу Римського дозволити коронувати Андрія також королем Неаполю. Того ж року під час хвороби дружини Андрій став виявляти більше самостійності, тому частина знаті вирішила запобігти його коронації.
У 1345 році Андрій був задушений в м.Аверса, коли він зупинився в мисливському будиночку під час полювання. Це стало згодом приводом до війн Угорщини проти неаполітанської королеви Джованни I.

## Родина
Дружина — Джованна I, королева Неаполю.
Діти:
- Карл Мартел (1345—1348)